# Jules de Burlet
Jules Philippe Marie de Burlet (Ixelles, 10 de abril de 1844 – Nivelles, 1 de março de 1897) foi um primeiro-ministro belga e político do Partido Católico.

## Vida
Nascido em Ixelles, De Burlet formou-se advogado. Ele exerceu a advocacia em Nivelles, onde viveu, e foi prefeito da cidade de 1872 a 1891.
A partir de 1884, ele representou o círculo eleitoral de Nivelles na Câmara dos Representantes do Povo da Bélgica. Em 1891 tornou-se ministro do Interior e em 1894 deixou a Câmara e tornou-se membro do Senado belga. Ao mesmo tempo, ele se tornou o primeiro-ministro da Bélgica. Ao deixar o cargo, foi nomeado Ministro de Estado honorário e serviu como embaixador belga em Portugal em 1896-1897.
Ele morreu em Nivelles em 1897.